# アオムキミジンコ属
アオムキミジンコ属（アオムキミジンコぞく、Scapholeberis）は、ミジンコ科の属の1つ。腹面が平らになっており、それを上にして泳ぎ、また水面に静止することが出来る。

## 特徴

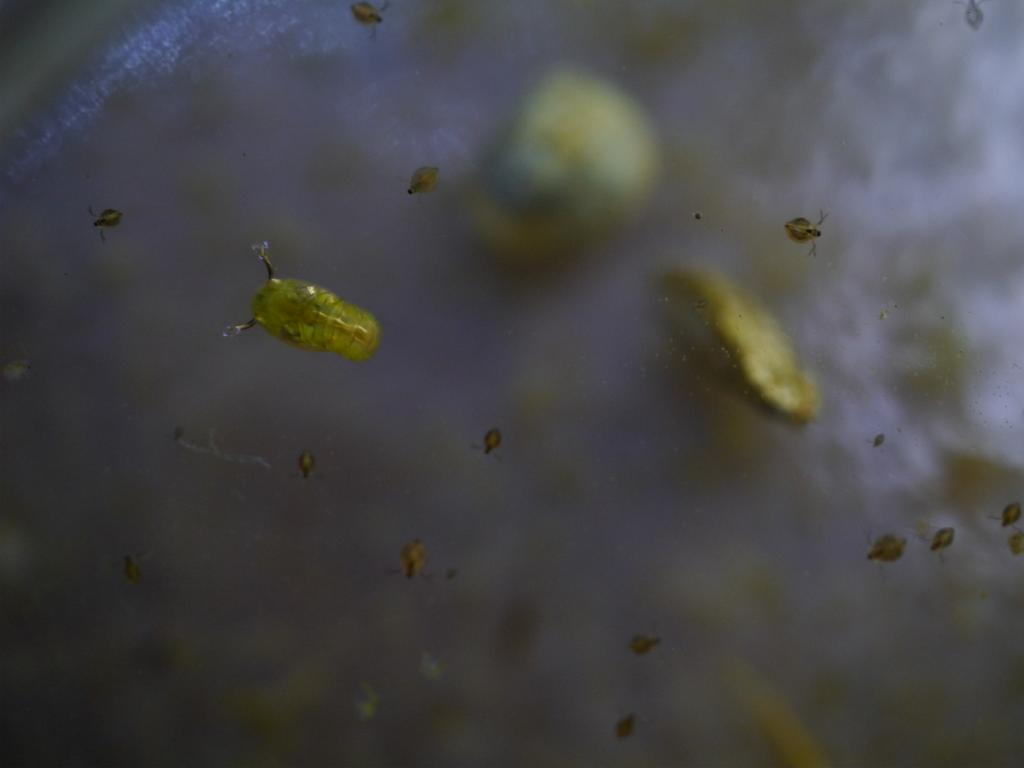
水面に張り付いている様子
左側にオニボウフラが見える

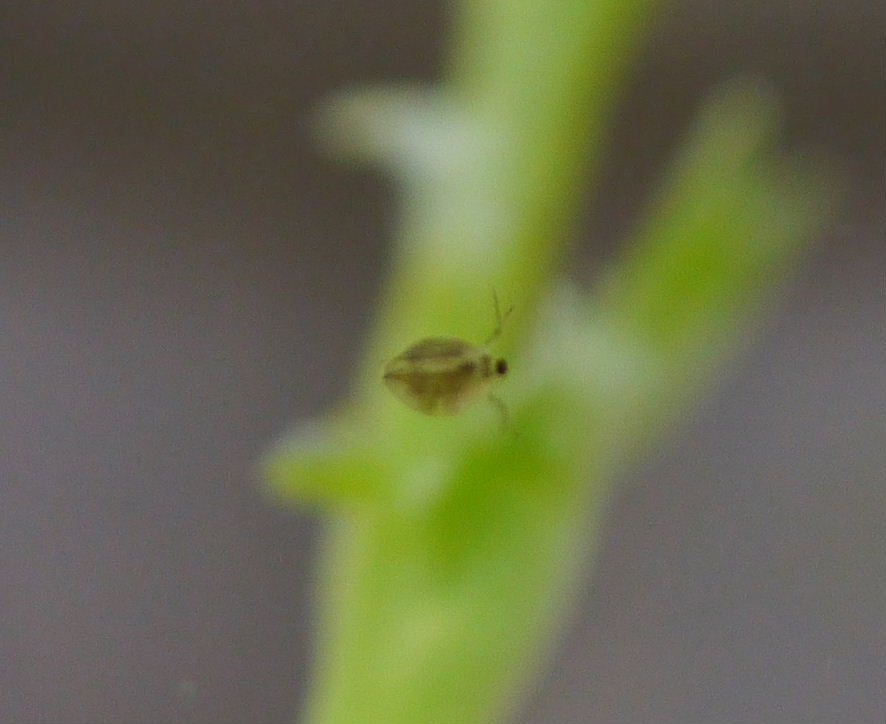
同・1個体を拡大

ミジンコ科の特徴として頭甲と殻に全身が収まり、第1触角は短くて第2触角は比較的発達し、外肢内肢の2枝を持ち、前者が4節で後者は3節。消化管は巻くことなく素直に伸びる。
更に本属では頭部に吻があり、その点ではミジンコ属 Daphnia やオカメミジンコ属 Simocephalus と共通する。大きな特徴となるのは殻の腹面が大きく平らになっていることである。いわば腹面が平面で切り落とされたように平らになっており、その両側には剛毛が並んでいる。殻刺はその面の後ろの端から後方に突き出る。単眼は点状。
遊泳時にはこの面を上にし、またこの面で水面に静止して水面に浮かんでいる微粒子を餌として取り込むことが出来る。和名は仰向きに泳ぐことから

## 分類
世界に8種あり、日本からは以下の2種が知られる。
- Scapholeberis　アオムキミジンコ属
  - S. mucronata　アオムキミジンコ
  - S. kingi　タイリクアオムキミジンコ[4]

なお、アオムキミジンコがよく知られており、タイリクアオムキミジンコは非常にそれと類似するために前者として記録された報告がある可能性があるとのこと。区別点としては後者では殻の後縁にに平行な条斑があり、腹面縁の剛毛が特に長いことなどがある。前者は北海道から南の本州までの湖沼から湿地に見られ、後者はより好暖水性で水路や水田などより規模の小さい水域に多い。多数発生するとそれらが水面に集まって水が褐色に見える例もある。